# 7,62 × 51 mm NATO
La 7,62 × 51 mm NATO è una munizione per fucile da battaglia e d'assalto sviluppata dai Paesi NATO.
Rappresenta la versione militare della .308 Winchester, con la quale tuttavia non condivide tutte le caratteristiche.

## Storia
Lo sviluppo venne iniziato allo scopo di ideare una munizione intermedia simile al 7,92 × 33 mm utilizzata dall'StG 44; esperienza similmente seguita in Unione Sovietica con lo sviluppo del 7,62 × 39 mm.
Venne ideata tra gli anni quaranta e cinquanta con lo scopo di uniformare le munizioni di armi leggere all'interno dei Paesi facenti parte la NATO (è questo il motivo per il quale si associa la dicitura "NATO").

## Caratteristiche
La .308 Winchester è la versione accorciata, di circa dodici millimetri, e lievemente modificata, nella parte apicale del bossolo, della più anziana .30-06. Il che significa in termini balistici una leggera perdita di gittata, di circa il 15%, ma un tiro più teso e dritto.
Questa modifica si rese necessaria nel dopoguerra per l'impiego in armi militari automatiche, nelle quali inoltre tanto minore è la corsa dell'otturatore in fase di espulsione del bossolo e di riarmo, tanto più veloce e scevra da inceppamenti risulta la cadenza di fuoco. Il .30-06 infatti, ampiamente usato dagli statunitensi durante la seconda guerra mondiale nel famoso fucile M1 Garand, e risultato comunque fin dall'inizio "sovradimensionato" anche per il tiro singolo di impiego bellico, si dimostrò assolutamente impossibile da gestire su armi in grado di sparare a raffica, anche in termini di controllabilità dell'arma stessa.

## Utilizzo

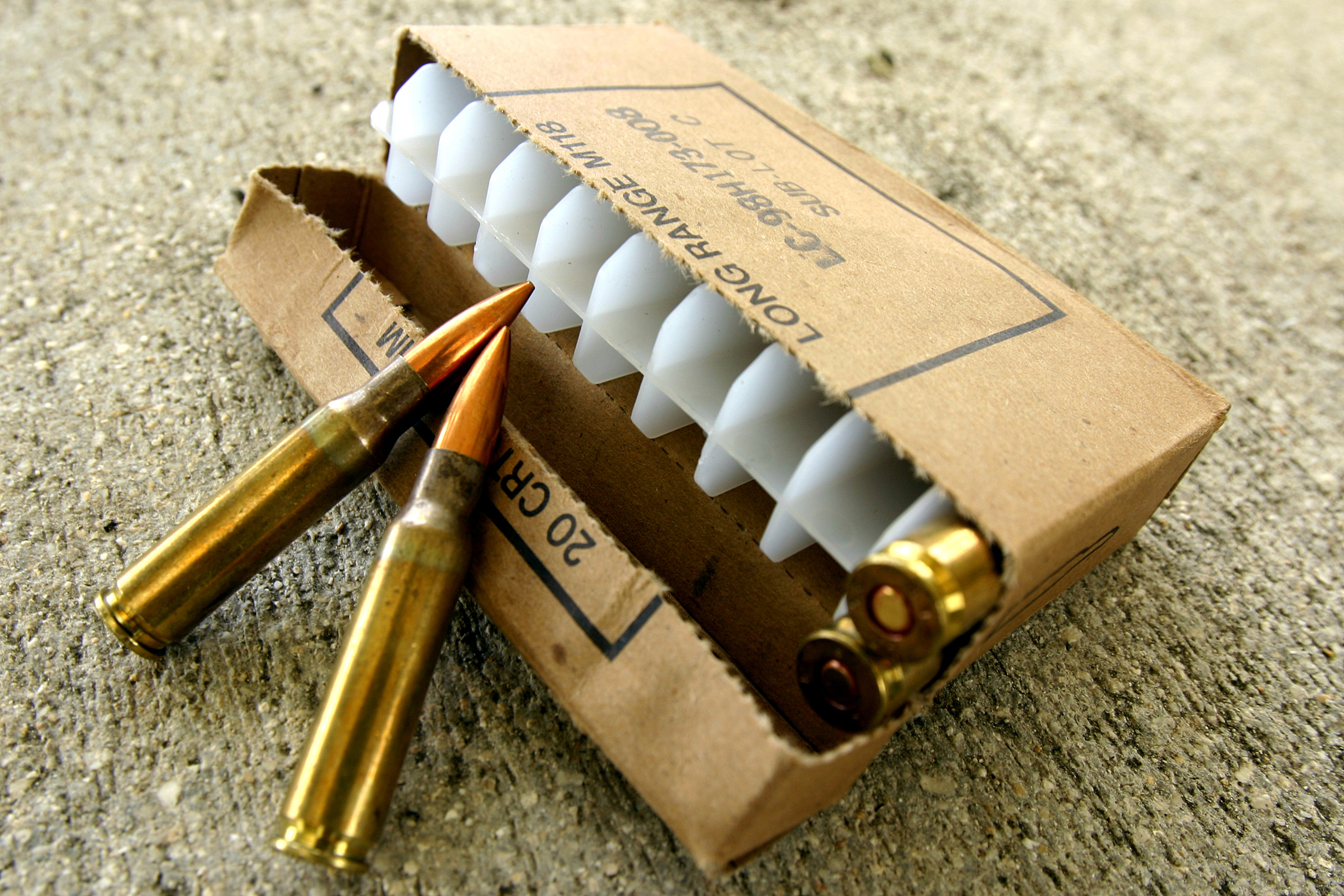
Una scatola di cartucce 7,62 mm M118, costruite con un grado di accuratezza maggiore per assicurare precisione ai tiratori.

La 7,62 × 51, sotto forma di .308 Winchester (sua gemella civile, la cui differenza è solo nei volumi interni, nello spessore della cartuccia e nella tipologia di primer, di tipo Berdan nella maggior parte delle cartucce NATO prodotte in Europa, di tipo Boxer in quelle americane; tutte le altre dimensioni sono identiche (incluso l'angolo del colletto) si è anche rivelata particolarmente adatta per essere camerata in carabine semiautomatiche, dedicate alle battute al cinghiale o ad altri ungulati, grazie alla stupefacente precisione intrinseca; essa trova oggi una giusta collocazione pure in fucili ad otturatore girevole scorrevole o a colpo singolo, con i quali fornisce rosate abbondantemente al di sotto di un MOA (Minute Of Arc), misura dell'ampiezza di rosata pari a 1 pollice (25,4 mm), ottenuta da una distanza di 100 yarde (91,7 metri).